# کوکینگ لایت
کوکینگ لایت (به انگلیسی: Cooking Light) وب‌گاهی است به زبان انگلیسی که در زمینه آشپزی و غذاهای گوناگون برخط می‌باشد.